# 조르주 드 람
조르주 드 람(영어: Georges de Rham, IPA: [ʒɔʁʒ də ʁam], 1903–1990)은 스위스의 수학자다. 미분위상수학에 기여하였고, 코호몰로지를 미분 형식으로 나타낸 드람 코호몰로지를 정의하였다.

## 생애
1903년 스위스 보주 로슈(프랑스어: Roche)에서 태어났다. 아버지 레옹 드 람(프랑스어: Léon de Rham)은 토목공학사였다. 1919년에 드 람 가족은 로잔으로 이사하였으며, 여기서 김나지움을 다녀 1921년에 졸업하였다.
로잔 대학교에 입학하여, 1925년에 졸업하였다. 1931년 드람 정리를 증명하였고, 이로 드람 코호몰로지가 위상수학적 불변량임을 증명하였다.
1931년에 파리 대학교에서 박사 학위를 수여받았으며, 1932년에 로잔 대학교 교수가 되었다. 1936년부터는 제네바 대학교에서도 교수직을 겸했다.
1971년에 은퇴하였다. 1990년 10월 9일 로잔에서 사망하였다.

## 같이 보기
- 라플라스-벨트라미 연산자

## 참고 문헌
- Bott, Raoul (1991년 2월). “Georges de Rham 1901–1990”. 《Notices of the American Mathematical Society》 38 (2): 114–115.
- Eckmann, Beno (1992). “Georges de Rham 1903–1990”. 《Elemente der Mathematik》 (독일어) 47 (3): 118–122. arXiv:1611.03806. ISSN 0013-6018.